# Wasserkraftwerk Dale
Das Wasserkraftwerk Dale (norwegisch Dale kraftverk) ist ein 1990 in Betrieb genommenes und von der Bergenshalvøens Kommunale Kraftselskap (BKK) betriebenes Wasserkraftwerk in Dale in der Provinz Vestland im westlichen Norwegen. Es ist das unterste und letzte von insgesamt vier Wasserkraftwerken im Verlauf des Bergsdals, dessen Hauptwasserlauf im Oberlauf „Bergsdalselvi“, dann „Giljaelvi“ und im Unterlauf „Daleelva“ genannt wird. Das Wasser wird am Oberlauf in den Stauseen „Torfinnsvatnet“ und „Hamlagrøvatnet“ gespeichert und von den Kraftwerken Hodnaberg, Kaldestad und Fosse genutzt, bevor es dann auch noch das Werk in Dale treibt. Die installierte Leistung in Dale beträgt 146 MW und die durchschnittliche Bruttostromerzeugung 694 GWh pro Jahr.

## Geschichte
Im Sommer 1921, dem Jahr nach der Gründung der BKK, begann die erste Phase eines umfangreichen und anspruchsvollen Entwicklungsprojekts, der Bau des „Storefossdamms“ etwa 2 km östlich von Dale (60° 34′ 43″ N, 5° 51′ 57″ O). Von dort wurde ein 2,18 km langer Tunnel mit 45 m² Querschnittsfläche bis nach Dale gebohrt, durch den das Wasser zum dort errichteten Turbinenhaus („Dale I“) geleitet wurde. Das Kraftwerk nutzt die Fallhöhe vom Einlass des Tunnels im Storefossdamm (402–394 m über NHN) bis zum Werksgelände in Dale (30 m über NHN). Die erste der insgesamt sechs Pelton-Turbinen des Werks wurde 1927, die letzte 1951 in Betrieb genommen.
In den Jahren von 1987 bis 1990 wurde ein neues Kraftwerk („Dale II“) unmittelbar neben dem alten Turbinenhaus gebaut. Mit der Inbetriebnahme der ersten Francis-Turbine 1990 im neuen Werk wurden vier der alten Pelton-Turbinen abgeschaltet. Im Jahre 2007 wurde eine zweite Francis-Turbine eingeweiht und auch die beiden letzten Pelton-Turbinen wurden vom Netz genommen.
Im Kraftwerk hat BKK ein Testlabor eingerichtet, um – in Zusammenarbeit mit Anbietern verschiedener Technologien – neue Sensoren, Kameras und andere Technologien zu testen, bevor sie zu digitalen Inspektionen in anderen Kraftwerken eingesetzt werden.
Das ausgemusterte alte Turbinenhaus von 1927 steht als industrielles Kulturdenkmal unter Denkmalschutz. Spätere Anbauten wurden abgerissen und durch den Neubau einer im Januar 2014 eröffneten Mehrzweckhalle ersetzt.